# Circuit Paul Ricard
Circuit Paul Ricard (od lutego 2001 oficjalnie zwany Paul Ricard High Tech Test Track – Paul Ricard HTTT) – tor wyścigowy zbudowany w Le Castellet w departamencie Var. Inauguracja toru nastąpiła po 10 miesiącach budowy 19 kwietnia 1970. Długość w różnych konfiguracjach wynosi pomiędzy 6,105 km, a 826 m, szerokość od 10 do 12 metrów. Ma 15 zakrętów w prawo i 10 w lewo.

## Historia
Podstawą budowy było kupienie 10 kilometrów kwadratowych terenu między Tulonem, a Marsylią, oraz zbudowanie w 1962 lotniska w Prowansji przez Paula Ricarda. Został zaprojektowany przez Henri Pescarolo i Jean-Pierre Beltoise. W 1971 rozegrane tu zostało Grand Prix Formuły 1 na zmianę z Dijon-Prenois i Charade. Kierowca Brabham-BMW Formuły 1 Elio de Angelis zginął 14 maja 1986 roku w wypadku na zakręcie La Verrerie. Ostatnie GP odbyło się w 1990, od tego czasu rozgrywane na Magny Cours.
W 1990 Nigel Mansell ustanowił rekord toru 1:08,012 minut (średnia prędkość 201,829 km/h).
W listopadzie 1997 zmarł właściciel Paul Ricard, a w maju 1999 spadkobiercy sprzedali za 11 milionów $ cały obszar firmie Excelis SA. Od października 2001 korzystał z niego zespół Formuły 1 Toyota i uczestnicy 24 godziny Le Mans.
Był tymczasową siedzibą zespołów Larrousse (Formuła 1) i Oreca (Formuła 3000).
Od roku 2018 na torze ponownie organizowany jest wyścig o Grand Prix Francji. Obecna umowa obowiązuje do roku 2022. 
W 2019 roku dokonano zmiany umiejscowienia wjazdu do alei serwisowej - od tej pory znajduje się on na wyjściu z zakrętu nr 14. Zmiana podyktowana była względami bezpieczeństwa.

## Zwycięzcy GP Francji Formuły 1
| Rok  | Zwycięzca       | Samochód              | Czas        | Długość toru | Okrążenia | Średnia prędkość | Data        |
| ---- | --------------- | --------------------- | ----------- | ------------ | --------- | ---------------- | ----------- |
| 1971 | Jackie Stewart  | Tyrrell-Ford          | 1:46:41.680 | 5,810 km     | 55        | 179,700 km/h     | 4 lipca     |
| 1973 | Ronnie Peterson | Lotus-Ford            | 1:41:36.520 | 5,810 km     | 54        | 185,264 km/h     | 1 lipca     |
| 1975 | Niki Lauda      | Ferrari               | 1:40:18.840 | 5,810 km     | 54        | 187,655 km/h     | 6 lipca     |
| 1976 | James Hunt      | McLaren-Ford          | 1:40:58.600 | 5,810 km     | 54        | 186,423 km/h     | 4 lipca     |
| 1978 | Mario Andretti  | Lotus-Ford            | 1:38:51.920 | 5,810 km     | 54        | 190,404 km/h     | 2 lipca     |
| 1980 | Alan Jones      | Williams-Ford         | 1:32:43.420 | 5,810 km     | 54        | 203,016 km/h     | 29 czerwca  |
| 1982 | René Arnoux     | Renault               | 1:33:33.217 | 5,810 km     | 54        | 201,215 km/h     | 25 lipca    |
| 1983 | Alain Prost     | Renault               | 1:34:13.913 | 5,810 km     | 54        | 199,767 km/h     | 17 kwietnia |
| 1985 | Nelson Piquet   | Brabham-BMW           | 1:31:46.266 | 5,810 km     | 53        | 201,325 km/h     | 7 lipca     |
| 1986 | Nigel Mansell   | Williams-Honda        | 1:37:19.272 | 3,813 km     | 80        | 188,062 km/h     | 6 lipca     |
| 1987 | Nigel Mansell   | Williams-Honda        | 1:37:03.839 | 3,813 km     | 80        | 188,560 km/h     | 5 lipca     |
| 1988 | Alain Prost     | McLaren-Honda         | 1:37:37.328 | 3,813 km     | 80        | 187,482 km/h     | 3 lipca     |
| 1989 | Alain Prost     | McLaren-Honda         | 1:38:29.411 | 3,813 km     | 80        | 185,830 km/h     | 9 lipca     |
| 1990 | Alain Prost     | Ferrari               | 1:33:29.606 | 3,813 km     | 80        | 195,761 km/h     | 8 lipca     |
| 2018 | Lewis Hamilton  | Mercedes              | 1:30:11.385 | 5,842 km     | 53        | 205,982 km/h     | 24 czerwca  |
| 2019 | Lewis Hamilton  | Mercedes              | 1:24:31.198 | 5,842 km     | 53        | 219,801 km/h     | 23 czerwca  |
| 2021 | Max Verstappen  | Red Bull Racing-Honda | 1:27:25,770 | 5,842 km     | 53        | 212,530 km/h     | 20 czerwca  |